# جیسن بیگز

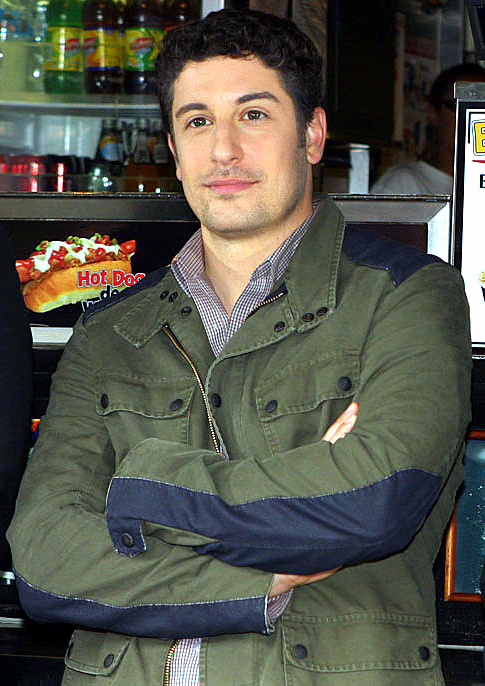
بیگز در مارس ۲۰۱۲ در نخستین نمایش فیلم تجدید دیدار آمریکایی در سیدنی، استرالیا

جیسون متئو بیگز (انگلیسی: Jason Biggs؛ زادهٔ ۱۲ مهٔ ۱۹۷۸) یک بازیگر اهل ایالات متحده آمریکا است. وی از سال ۱۹۸۳ میلادی تاکنون مشغول فعالیت بوده‌است.

## گزیده فیلمشناسی
از فیلم‌ها یا برنامه‌های تلویزیونی که وی در آن نقش داشته‌است می‌توان به آثار زیر اشاره کرد.
- پای آمریکایی (فیلم) (۱۹۹۹)
- بازنده (۲۰۰۰)
- پسرها و دخترها (۲۰۰۰)
- نجات سیلورمن (۲۰۰۱)
- پای آمریکایی ۲ (۲۰۰۱)
- جی و باب ساکت پاتک می‌زنند (۲۰۰۱)
- ملت پروزاک (۲۰۰۱)
- فارغ‌التحصیل (فیلم) (۲۰۰۲)
- عروسی آمریکایی (۲۰۰۳)
- چیزی غیر از این (۲۰۰۳)
- دختر جرسی (فیلم ۲۰۰۴) (۲۰۰۴)
- هشت درجه زیر صفر (۲۰۰۶)
- مگر آنکه از روی جنازه‌اش رد شوی (۲۰۰۸)
- دختر بهترین دوست من (۲۰۰۸)
- تجدید دیدار آمریکایی (۲۰۱۲)
- زندگی اتفاق می‌افتد (۲۰۱۱)
- ریبوت جی و باب ساکت (۲۰۱۹)
- فریژر (۲۰۰۴)
- سسمی استریت (۲۰۰۴)
- همسر خوب (۲۰۱۲, ۲۰۱۳)
- نارنجی مد جدید است (۲۰۱۳–۱۴; ۲۰۱۷; ۲۰۱۹)
- شوی وندی ویلیامز (۲۰۱۸)
- دیکتاتور عزیز (۲۰۱۸)
- بهترین کریسمس. همیشه! (۲۰۲۳)